# Armando Alarcón
Armando Alarcón Rivera (Taltal, II Región de Antofagasta, Chile, 19 de agosto de 1955) es un exfutbolista chileno. Jugó toda su carrera como futbolista en el equipo de Cobreloa, en la posición de volante de contención, la estancia del jugador en la institución duró más de una década, concretamente trece años. Realizó el primer gol del equipo de Cobreloa en su historia. Es considerado como un jugador destacado para el fútbol Chileno, en la década de los años 80, así como para la institución de Cobreloa.

## Vida personal
Previamente a ejercer como jugador profesional, fue un trabajador del campamento minero Chuquicamata, específicamente en la división de fluidos, caldería de fierro. El trato con Cobreloa consistía en que si él dejaba la institución, podría volver a su trabajo anterior, el cual consideraba como un empleo seguro. Actualmente se encuentra radicado en su ciudad natal, Taltal, trabajando en una empresa a contrato en la minería Las luces.
Sus sentimientos hacia Cobreloa son muy fuertes, tanto que en una ocasión llegó a declarar: "Para mí era más importante Cobreloa que la Selección Chilena".

## Trayectoria
Como futbolista aficionado se desempeñó en el Deportivo ENAMI, Deportivo Huasco y Cañerías de Fierro, siendo además seleccionado de Chuquicamata y Calama, ciudades donde llegó luego de que su familia experimentara problemas económicos. Inició su carrera profesional en el equipo de Cobreloa, junto con el nacimiento de esta institución. El jugador llegó a la institución loína mediante pruebas de jugadores, que se efectuaban dentro de las divisiones de Chuquicamata, por el entrenador Fernando Riera en el año 1976, en aquel entonces el jugador tenía 21 años de edad. Al igual que los demás jugadores, realizó la pretemporada en una localidad cercana a Calama, llamada "Las Vertientes". 
Debuta en el fútbol profesional en el torneo de Copa Chile, el año 1977, el día 6 de febrero, contra el Club Regional Antofagasta, en un partido donde, además, anotó su primer gol como profesional y el primer gol de la historia del club Cobreloa, en el minuto 22. El encuentro fue ganado por el equipo de Cobreloa por 2 goles a 0.
Dentro de la historia de Cobreloa, el jugador le entregó los títulos nacionales en los años 1980, 1982, 1985 y 1988, la Copa Chile 1986, participando además en Copa Libertadores en múltiples ocasiones, en especial las finales de 1981 y 1982.

## Selección nacional
Fue internacional con la Selección de fútbol de Chile el año 1982, previo al Mundial de España 1982. Jugó 2 partidos amistosos.

### Partidos internacionales
| 1     | 23 de marzo de 1982 | Estadio Nacional, Santiago, Chile | Chile      | 2-1 | Perú    |   |  | Luis Santibáñez | Amistoso |
| 2     | 18 de mayo de 1982  | Estadio Nacional, Santiago, Chile | Chile      | 2-3 | Rumania |   |  | Luis Santibáñez | Amistoso |
| Total | Total               | Total                             | Presencias | 2   | Goles   | 0 |  |                 |          |

| Selección chilena | Selección chilena | Selección chilena |
| Año               | Partidos          | Goles             |
| ----------------- | ----------------- | ----------------- |
| 1982              | 2                 | 0                 |
| Total             | 2                 | 0                 |

## Clubes
| Club     | País  | Año       |
| -------- | ----- | --------- |
| Cobreloa | Chile | 1977−1990 |

## Palmarés
| Título           | Club     | País  | Año  |
| ---------------- | -------- | ----- | ---- |
| Primera División | Cobreloa | Chile | 1980 |
| Primera División | Cobreloa | Chile | 1982 |
| Primera División | Cobreloa | Chile | 1985 |
| Copa Chile       | Cobreloa | Chile | 1986 |
| Primera División | Cobreloa | Chile | 1988 |